# Xyala hanleyi
Xyala hanleyi is een rondwormensoort uit de familie van de Xyalidae.